# Les Quatre Saisons de la loi
Pour plus de détails, voir Fiche technique et Distribution.
Les Quatre Saisons de la loi (H Eαρινή Σύναξις των Aγροφυλάκων, I Earini synaxis ton agrofylakon) est un film grec réalisé par Dímos Avdeliódis et sorti en 1999.

## Film

### Synopsis
Sur l’île de Chios en 1960, le garde-champêtre du village de Tholopotamos meurt au milieu d'un champ de tulipes, dans l'exercice de ses fonctions : il poursuivait Elisso, une jeune femme surprise à voler des pommes de terre dans un champ avec sa grand-mère, Kyria Vassiliki. La population demande à l'agronome de nommer un nouveau garde-champêtre, mais aucun ne veut venir car le village a mauvaise réputation. Le village propose alors de l'argent aux volontaires. Quatre candidats se présentent successivement et échouent successivement.
Le premier, le garde-champêtre de l'été, Kakavalos, arrive à scooter mais la route a été piégée par le riche propriétaire terrien et patron de la taverne Sidéris. Quand il sort de la route et finit dans une meule de foin, Sidéris se précipite pour l'aider. Kakavalos lui est reconnaissant et ne surveille que le champ de pastèques de Sidéris. Cependant, il dort pendant son service. Un jour, il perd son chien puis voit le fantôme de son prédécesseur. Le village essaie de lui remonter le moral avec de l'alcool et des rebetika, sans succès. Il n'ose plus retourner dans les champs et les pastèques sont volées. Kyria Vassiliki et Elisso sont soupçonnées. Alors qu'il poursuit Elisso pour l'arrêter, Kakavalos la voit sauter « miraculeusement » au-dessus d'un étang. Il finit par mourir, piqué par des abeilles alors qu'il essaie de voir Elisso qui se baigne nue dans la mer.
Le deuxième, le garde-champêtre de l'automne, Patsaganas, est une personnalité autoritaire. Il joue les durs, malgré les conseils de l'agronome. Il fait régner la terreur dans le village qui, très vite, lui refuse toute aide dans son enquête contre Kyria Vassiliki et Elisso. Les enfants lui jettent même des pierres. Il est renvoyé pour avoir maltraité des garçons surpris à voler des oranges. Il noie son chagrin dans l'alcool et les rebetika. Ivre, il voit le (premier) garde-champêtre mort et le poursuit à travers le village. Pour faire amende honorable et retrouver sa place, Patsaganas essaye d'arrêter Elisso. Il la poursuit ; elle saute par-dessus l'étang et il s'y noie.
Le troisième, le garde-champêtre de l'hiver, Livadas, est un vieil homme qui aime lire. Cependant, il est attiré par les parties de cartes au café. Il parie et perd son argent, son fusil et son âne. À Noël, Elisso est surprise à voler du bois. Par pitié, il la laisse faire. Il part à la dérive incapable de penser à autre chose qu'aux cartes. Il finit par être arrêté. Il quitte le village alors que les amandiers sont en fleurs. Il récite des vers en les voyant.
Le quatrième, le garde-champêtre du printemps, le jeune Sitaras, est nommé malgré la désapprobation de l'agronome qui n'apprécie pas le dénigrement des usages militaires par le jeune homme. Sitaras fait son travail sérieusement et est apprécié du village. Il aide les enfants à fabriquer des feux d'artifice, malgré l'agronome qui n'apprécie pas cette « attitude infantile ». Le (premier) garde-champêtre mort apparaît à Sitaras pour lui révéler qu'il a été ensorcelé par Kyria Vassiliki et Elisso d'où le fait qu'il soit encore sur terre, en fantôme. Sitaras surprend Elisso à voler des pommes de terre. Il la poursuit et lui lance un pétard, lui faisant croire qu'il a tiré. Malgré sa peur, Elisso fuit à travers le champ de tulipes poursuivie par Sitaras. Durant la course, il tombe et se blesse, mais elle perd sa chaussure. À Pâques, c'est la maison d'Elisso que Sitaras et les gamins visent avec les feux d'artifice. Il est suspendu par l'agronome. Sitaras rencontre Elisso. Il la poursuit, mais pour lui rendre sa chaussure. Elle saute par-dessus l'étang et pour la première fois, elle s'arrête. Elle se retourne et défie Sitaras. De retour chez lui, il rêve d'Elisso, tandis qu'elle rêve de lui. À son réveil, elle essaye une robe qui pourrait être une robe de mariée. Sur la terrasse, elle trouve la chaussure qu'il vient d'y lancer.
Sitaras est finalement renvoyé. Heureux, il part à la poursuite d'Elisso. Elle saute par-dessus l'étang, mais il avait tendu un filet. Elle est prise. Il la libère. Elle s'enfuit, mais dans le but d'être rattrapée.

### Fiche technique
- Titre : Les Quatre Saisons de la loi
- Titre original : H Eαρινή Σύναξις των Aγροφυλάκων (I Earini synaxis ton agrofylakon)
- Réalisation : Dimos Avdeliodis
- Scénario : Dimos Avdeliodis
- Direction artistique : Charlotte van Gelder, Nikos Hatzis
- Décors : Nikos Hatzis
- Costumes : Anna Karamousli (parfois créditée Anna Maramousli)
- Photographie : Odysseus Pavlopoulos (été) ; Alekos Yannaros (automne) ; Linos Meytanis (hiver) ; Sotiris Perreas (printemps)
- Son : Costas Varibopiotis
- Montage : Kostas Iordanidis, Antonis Samaras
- Musique : Antonio Vivaldi, Vassílis Tsitsánis, Stelios Kazantzidis
- Production : ET1, Centre du cinéma grec et Dimos Avdeliodis
- Pays d'origine :  Grèce
- Langue : Grec moderne
- Format :  Couleurs et Noir et Blanc - 35 mm - Dolby stéréo
- Genre : Comédie
- Durée : 178 minutes
- Dates de sortie :
  - 17 novembre 1999 (Festival international du film de Thessalonique 1999)
  - 18 février 2000  Grèce

### Distribution
- Angeliki Malanti : Elisso
- Angelos Pantelaras : Sitaras, garde-champêtre du printemps
- Takis Agoris : Kakavalos, garde-champêtre de l'été
- Yannis Tsoubariotis : Patsaganas, garde-champêtre de l'automne
- Stelios Makrias : Livadas, garde-champêtre de l'hiver
- Panayotis Louros
- Ilias Petropouleas : l'agronome
- Dimitris Avgoustidis
- Giorgos Pavlidakis : Sideris

### Récompenses
- Festival international du film de Thessalonique 1999 : Meilleur réalisateur, troisième meilleur film, prix FIPRESCI
- Sélection au Festroia 2000
- Sélection à la Viennale 2000
- Sélection au Festival international du film de Tokyo 2000
- Berlinale 2000 : Prix Don Quichotte, prix du public

## Analyse
Originaire de Chios, Dimos Avdeliodis tourne le film (comme ses précédents Concurrence déloyale, 1982 ; L'Arbre qu'on blessait, 1986 ; Niké de Samothrace,1990) dans sa région d'origine, avec des acteurs en partie non professionnels, dont sa famille élargie. Pour chacune des saisons, il a fait appel à un directeur de la photographie différent. Ainsi, il dépasse le caractère purement local du film en lui donnant une universalité plus grande, grâce aussi au travail de l'image en post-production pour en accentuer les couleurs.
Comme tous les autres films d'Avdeliodis, Les Quatre Saisons de la loi évoquent sur le mode de la fable la modernisation, l'occidentalisation de la Grèce. Le village vit encore au rythme des saisons et du travail agricole, tandis que les autorités économiques et politiques (incarnées par l'agronome et les garde-champêtres) cherchent à le moderniser. Cette opposition est marquée par la mise en parallèle de la « haute culture » occidentale avec la culture populaire grecque. Les réunions de garde-champêtres sont mises en scène à la façon de la Cène de Léonard de Vinci ; la musique joue en alternance Les Quatre Saisons de Vivaldi et le rebetiko de Vassílis Tsitsánis.